# Vicent Monsonís Andreu
Vicent Monsonís i Andreu (València, l'Horta, 28 de març de 1968) és un guionista i director de cinema valencià, també conegut com a Monso.
Es va llicenciar en Mitjans Audiovisuals de Ciències de la comunicació a la Universitat Autònoma de Barcelona i es va especialitzar en guió cinematogràfic a l'Escola Internacional de Cinema i Televisió de San Antonio de los Baños (Cuba) el 1997. Va treballar set anys com a guionista a Canal Nou de programes com A la babalà i dos com a guionista independent a València i Madrid. Des de 1998 és director i productor amb la seva pròpia empresa Terra a la Vista, SL
Després de dirigir diversos llargmetratges, el 2002 va estrenar el llargmetratge Dripping, que va rebre una menció especial del jurat del Festival Internacional de Cinema de Comèdia de Peníscola i que fou exhibit en català al Cicle del Cinema Català de Sabadell, on va llegir un manifest per la unitat del català. El mateix any fou nomenat president de l'Associació Valenciana de Directors de Cinema (AVDC).

## Filmografia
- Search Enlightment (curtmetratge, 1985),
- Els tres alpins (curtmetratge, 1992)
- Un dia en la vida de Ulises Casebier (curtmetratge, 1993-1994)
- Dripping (2002)[8]
- Mi último verano con Marian (2006)